# أندريه إيغوروفيتش بوزاروف

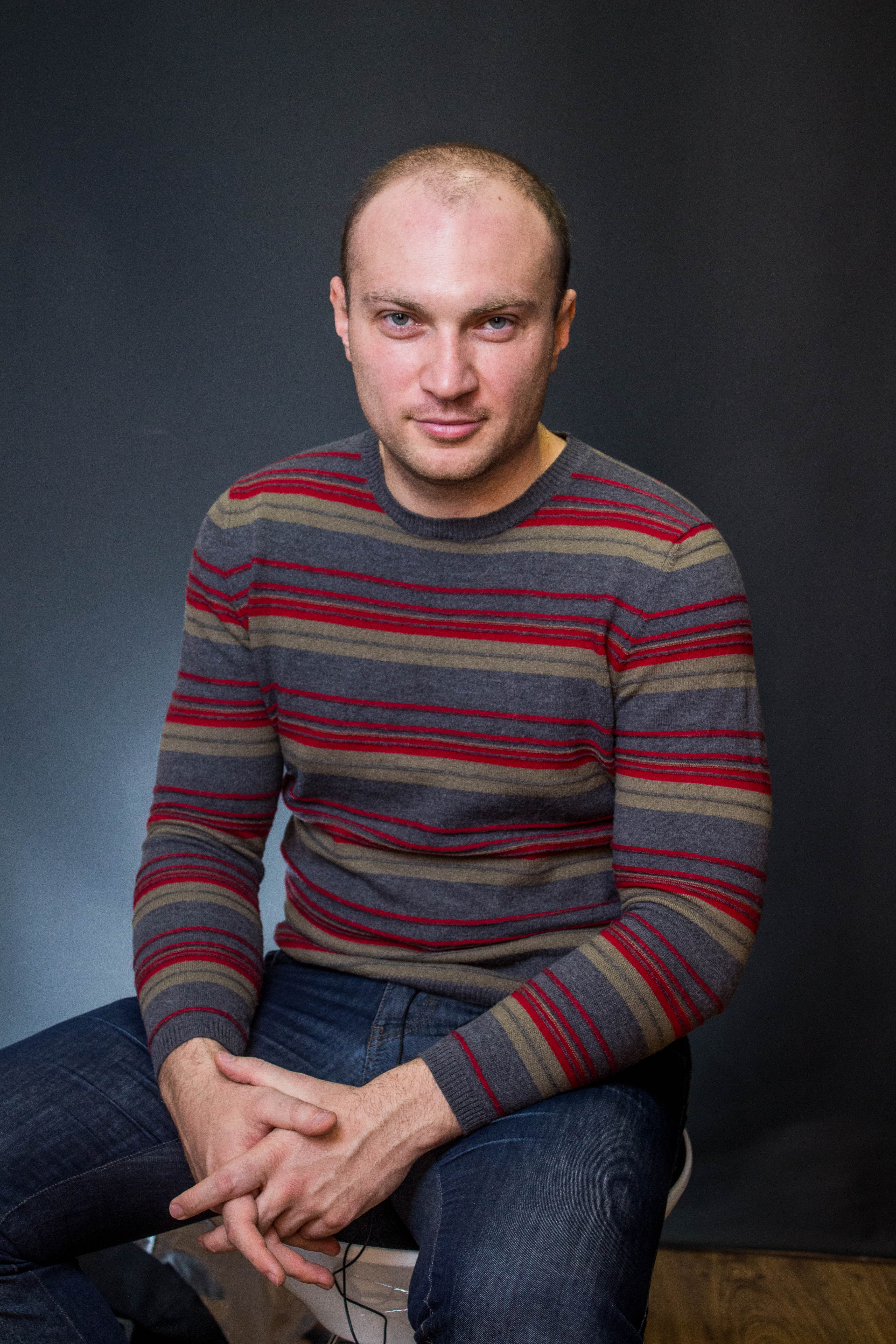
أندريه إيجوروفيتش بوزاروف

(وُلد في 7 نوفمبر سنة .1984 مدينة دونيتسك. أوكرانيا). محامٍ، ناشط في مجال حقوق الإنسان، ناشر، صحفي، مراقب شؤون دوليّة، محلل سياسي، مستشرق، وكذلك مقدّم برامج إذاعيّة وتلفزيونيّة. حاصل على درجة الدكتوراه في فلسفة العلوم.
خريج الأكاديميّة الدبلوماسيّة التابعة لوزارة الخارجيّة الأوكرانيّة، عضو الاتحاد الوطني للصحافيّين الأوكران، عضو المجلس العمومي التابع للجنة الشؤون الخارجيّة في البرلمان الأوكراني، عضو لجنة الاتصالات الدوليّة في رابطة المحامين الأوكران الوطنيّة، عضو المجلس العمومي التابع لوزارة الخارجيّة الأوكرانية. عضو رابطة السياسة الخارجية الأوكرانية، خبير في مجموعة التحليلات السياسيّة كييف ستراتبروف.
بداية من سنة 2009 وحتّى الوقت الحاضر يعمل د.أندريه إيغوروفيتش بوزاروف مستشارا سياسيا، وخبيرا في القضايا الدّوليّة والحقوقيّة مع العديد من المنظمات الاجتماعيّة والأحزاب والتكتّلات السياسيّة. وسبق هذا، أن عمل في الحملات الانتخابيّة للأحزاب والتكتّلات السياسية. وكذلك سبق له أن عمل بصفة مراقب دولي في الانتخابات البرلمانيّة والمحلية والرئاسيّة. وهو ناشط في المجال الإعلاميّ، ويساهم بشكل منتظم في تحليل القضايا الراهنة للسياسة الأوكرانية الداخلية والخارجية.
في سنة 2015 تخرّج في الأكاديميّة الدبلوماسيّة التّابعة لوزارة الخارجيّة الأوكرانيّة، وحصل على درجة الماجيستير في السياسة الخارجيّة.
اعتبارا من سنة 2015 يشغل منصب عضو المجلس العمومي التابع للجنة العلاقات الخارجيّة في البرلمان الأوكرانيّ، وكذلك المجلس العمومي للشؤون الخارجيّة التابع لوزارة الخارجيّة الأوكرانيّة. وغالبا ما يشارك في مناقشة وتحليل القضايا والأحداث الأوكرانيّة والدوليّة، خصوصا في مجال القانون الدوليّ. يقيم ويعمل في مدينة كييف بصفة دائمة.
في شهر مارس سنة 2018 ناقش أطروحة دكتوراه الفلسفة في موضوع (التحليل الفلسفي والاجتماعي لتوجّهات المنظومات الديمقراطيّة في بلدان الشرق العربي)، وقد نال درجة الدكتوراه. و كانت الأطروحة مقدّمة تحت إشراف البروفيسور دودنوف ر.أ.
في شهر مايو 2018 خرج إلى النور أبرز مؤلّفات الدكتور بوزاروف، وهو (إرهاصات عملية نشر الديمقراطيّة في العالم العربي)، وقد تمّ عرض هذا الكتاب في معرض (أرسنال الكتب) في مدينة كييف ـ أوكرانيا. وما يميّز هذا الكتاب، أن فيه تمّت مناقشة وتحليل العديد من القضايا والأحداث العربية من مختلف الاتجاهات باستخدام طريقة التكامل الموضوعيّ، حينا من منظور السياسة، وحينا من منظور العلاقات الدولية، وتارة باستخدام علم اللغة الاجتماعي، وتارة أخرى من جهة علم الثقافة، ناهيك بالأثر الاقتصاديّ، والتشريعيّ، والتاريخيّ، والاجتماعيّ، والدّينيّ، والفلسفيّ، وغيرها من الآثار التي أدّت إلى حدوث الثورات العربيّة، وكذلك الآثار المترتبة على إثرها. وما نتج عن هذا، من تصعيد حالة التوتّر في الشرق الأوسط عموما في الفترة الأخيرة. هذا، إضافة إلى بروز ظاهرة التطرّف الدينيّ في الاتحاد الأوروبيّ تأثٌّرا بأزمات الشرق الأوسط وما صاحبها من هجرة كبيرة على شكل موجات من اللاجئين من مختلف مناطق النّزاع، من سوريا، و ليبيا على سبيل المثال في الوقت الذي تحاول فيه أوكرانيا التكامل للانضمام للاتحاد الأوروبي. هذا من ناحية، ومن ناحية أخرى، تمّت دراسة الشرق الأوسط كإقليم جاذب للاهتمام الأوكرانيّ بهذه المنطقة كسوق للمنتجات الأوكرانيّة، وكمصدر للاستثمارات الأجنبيّة في أوكرانيا، و جذبا لرؤوس أموال الشرق الأوسط لكي تتدفّق في شكل استثمارات في السّوق المحليّة الأوكرانية.
واعتبارا من سنة 2007 شرع دكتور بوزاروف أندريه بحماس في متابعة ودراسة قضايا الشرق العربي. ويتميّز الدكتور بوزاروف أندريه بأنه متكلّم بعديد اللغات، حيث أنه يتقن اللغات الأوكرانيّة والروسيّة والعربيّة والإنجليزيّة والفرنسيّة والإيطاليّة والإسبانيّة والألمانيّة والنرويجيّة، وفي نفس الوقت يواصل دراسة عدد لا بأس به من اللغات المتداولة الأخرى.
ويعمل في الوقت الحالي بصفة مُعدّ ومقدّم برنامج (العامل الخارجي) في إذاعة (راديو الأخبار). وكذلك في دورة برامج تهتمّ بالمواضيع والقضايا السياسيّة على قناة (سيليكتور تي في). إضافة إلى نشاطه الملحوظ في قناة 112 التلفزيونيّة حيث يقدّم خلاصات من المتابعات في الصحافة الأجنبيّة فيما يخصّ القضايا الأساسية في الحياة الدّولية.
وعلى امتداد فترة طويلة بتعاون وبنشاط مع وسائل إعلام أوكرانيّة وعالميّة، من بينها جريدة (اليوم)، جريدة (آر. بي. كا – أوكرانيا)، وجريدة (آر. بي. كا)، وجريدة (الأخبار-فيستي)، وجريدة (أبوستروف)، وجريدة (المراقب-أوبوزريفاتيل)، وجريدة  (المراسل-كوريسبوندينت)، قناة (الأخبار الأولى-نيوز وان)، وإذاعة (راديو الحرّيّة)، وإذاعة (صوت أميريكا)، وجريدة (بولفار غوردون)، والجريدة الصينيّة (جانمين جيباو)، وموقع الأخبار العربي (الجزيرة)، وغير ذلك من المواقع والصحف والقنوات.
'